# Xoài Carrie
Xoài 'Carrie' là tên một giống xoài có nguồn gốc ở khu vực miền nam Florida, Hoa Kỳ.

## Lịch sử
Cây ban đầu được trồng trên đất đai của Laurence H. Zill ở Boynton Beach, Florida và được cho là một cây giống xoài ' Sophie Fry '. Một phân tích phả hệ về những quả xoài Florida được thực hiện vào năm 2005 không bao gồm Sophie Fry có trong nguồn gốc của Carrie, nghiên cứu cho thấy Julie là giống cha mẹ có khả năng nhất, mặc dù Julie cũng là giống cha mẹ của Sophie Fry. Cây xoài Carrie được đặt theo tên của mẹ của Lawrence Zill, bà Carrie Zill. Carrie lần đầu tiên ra quả vào năm 1940 và việc đưa nó vào các hoạt động thương mại bắt đầu vào năm 1949. Sau đó, Carrie nổi tiếng vì có độ ngọt tuyệt vời và khả năng kháng bệnh tốt. Ứng dụng thương mại của nó bị hạn chế do thiếu màu sắc và thịt mềm, nhưng nó đã trở thành một giống trồng ở sân trước phổ biến ở Florida.
Cây Carrie được trồng trong các bộ sưu tập của USDA tại kho tế bào mầm ở Miami, Florida, Đại học Trung tâm Giáo dục nghiên cứu nhiệt đới Florida tại Homestead, Florida, và Công viên trái cây và gia vị Miami-Dade, cũng ở Homestead.

## Miêu tả
Quả nhỏ, nặng trung bình một pound hoặc ít hơn, và chín từ tháng sáu đến tháng bảy ở Florida. Khi trưởng thành, nó có thể có màu xanh lục đến vàng, nhưng quả không phát triển màu ửng đỏ như các loại xoài khác. Thịt không có xơ, có màu cam và giàu hương vị với mùi thơm mạnh mẽ, và chứa một hạt đơn phôi. Quả có khả năng kháng nấm cao.
Cây có thể là một giống trồng mạnh mẽ, nhưng thói quen tăng trưởng khiêm tốn của chúng làm cho chúng dễ chăm sóc. Chúng có tán cây rậm rạp, tròn. Lá của chúng rất đặc biệt vì chúng rộng hơn so với hầu hết lá của các giống xoài khác.